# Vyas (Nepal)
Vyas (Transliteration auch Byas) ist eine Stadt (Munizipalität) im Distrikt Tanahu in Nepal, ca. 38 km (Luftlinie) südöstlich von Pokhara.
Die Stadt entstand aus der Verschmelzung des Ortes Damauli mit einigen Nachbargemeinden; deshalb ist Damauli eine noch gängige Bezeichnung für die Stadt. Damauli bildet das Zentrum der Stadt und ist Sitz der Distriktverwaltung.
2014 wurde das südöstlich gelegene Village Development Committee Pokhari Bhanjyang eingemeindet.
Vyas liegt etwas oberhalb des Madi Khola, einem linken Nebenfluss des Seti Gandaki. Eine 300 m lange Brücke führt bei Vyas über den Fluss. Die Stadt liegt am Prithvi Rajmarg, der Überlandstraße von Kathmandu nach Pokhara.
Das Stadtgebiet umfasst 86 km².

## Einwohner
Bei der Volkszählung 2011 hatte die Stadt Vyas (einschließlich Pokhari Bhanjyang) 46.877 Einwohner (davon 21.191 männlich) in 12.300 Haushalten.